# Правило знаків Декарта
Теорема Декарта або правило знаків Декарта — теорема, яка стверджує, що число позитивних коренів многочлена з дійсними коефіцієнтами дорівнює числу змін знаків у ряді його коефіцієнтів або на парне число менше цього числа (корені враховуються з урахуванням кратності, нульові коефіцієнти при підрахунку числа змін знаку не враховуються).
Якщо відомо, що всі корені даного многочлена дійсні (як, наприклад, для характеристичного многочлена симетричною матриці), то теорема Декарта дає точне число коренів. Розглядаючи многочлен f (-x) можна за допомогою цієї ж теореми знайти число негативних коренів f (x).